# Robert Charles Smith
Robert Charles „Pinky“ Smith (* 13. Dezember 1951 in Shreveport; † 10. Februar 2009 in Jacksonville) war ein US-amerikanischer Basketballspieler.

## Laufbahn
Smith spielte in seinem Heimatland an der Jefferson High School in Daly City (US-Bundesstaat Kalifornien) sowie anschließend an der University of San Diego. Er führte San Diegos Mannschaft in der Saison 1972/73 in den statistischen Kategorien Punkte pro Spiel (17,9) und Rebounds pro Spiel (10,4) an.
Der zwei Meter lange Centerspieler wechselte nach Deutschland zum SSV Hagen und gehörte zwischen 1974 und 1977 zum Aufgebot des SSV in der Basketball-Bundesliga. In der Saison 1974/75 sollte er aufgrund der Ausländerbeschränkung in der Bundesliga zunächst im Europapokal der Landesmeister sowie in der zweiten Herrenmannschaft eingesetzt werden. Da sich sein Landsmann Jimmy Wilkins verletzte, stand Smith im Pokalfinale 1975 auf dem Feld und gewann mit dem SSV den Wettbewerb. Im Spieljahr 1975/76 war er mit 485 erzielten Punkten der erfolgreichste Offensivakteur der Bundesliga-Hauptrunde. Während seiner Hagener Zeit arbeitete der US-Amerikaner neben seiner Basketball-Tätigkeit als Sozialhelfer, als Trainer im Jugendbereich des TuS Breckerfeld sowie der Damenmannschaft der TGH Wetter. Später spielte Smith unter anderem beim TSV Hagen 1860 (1977–1980), in Aachen sowie beim VfL Bochum.
1983 musste Smith seine Karriere aufgrund einer Verletzung beenden.

## Persönliches
Nach Beendigung seiner Karriere absolvierte Smith ein Studium an der Kirkland Church of Christ im US-Bundesstaat Washington und kehrte 1986 nach Deutschland zurück. 
Er lebte als Prediger der Church of Christ drei Jahre in Aachen und vier in Kiel und war in derselben Tätigkeit ab 1994 auf den Seychellen aktiv. Ab 2006 arbeitete er ein Jahr als Prediger in Darmstadt.
2007 zog Smith nach Jacksonville (US-Bundesstaat Florida), wo er im Februar 2009 einen Herzstillstand erlitt und starb.